# ドージョー・チャクリキ
ドージョー・チャクリキ（Dojo Chakuriki）は、オランダのアムステルダムにあるキックボクシングのジムであり、国際チャクリキ協会の本部。チャクリキジム（Chakuriki Gym）、パンクラチオン・チャクリキ（Pancration Chakuriki）、チャクリキ・アムステルダム（Chakuriki Amsterdam）としても知られている。創始者はトム・ハーリック。現在はハーリックとクリス・ドールマンの共同経営。
オランダキックボクシング界の老舗名門ジムとして知られており、ピーター・アーツ、バダ・ハリ、ブランコ・シカティックらK-1世界王者をはじめ、多くの強豪キックボクサー、ムエタイ選手を輩出している。また、レスリング、空手、柔道、ボクシング、総合格闘技などの指導も行っている。

## チャクリキ
「チャクリキ」は、朝鮮半島に伝わる武術・鍛錬法の“借力”に由来しており、創始者のトム・ハーリックは、極真空手、柔道、ボクシング、柔術等を融合させたオリジナルの格闘技をチャクリキと名付け、1972年にドージョー・チャクリキを設立した当初は、このチャクリキを教えていた。その後、ハーリックはムエタイとサバットを加え、最終的にキックボクシングのジムとなった。

## 歴史
1972年にトム・ハーリックにより設立。創設時からオーナーはハーリックが務めていたが、1999年にハーリックがトレーナーに専念するためにオーナー職から退いて、20年間一緒にやってきたエルビンに売却譲渡し、チャクリキの名はエルビンが運営するセーナジムの一つのコースとして残る状態が続いた。その後、ハーリックが居住している地域の行政から「この地域の青少年育成のためにキックボクシングのジムを開いてほしい」という要請と支援を受け、ハーリックは幼馴染であるリングスオランダ代表のクリス・ドールマンに共同経営を要請。リングスオランダの練習拠点であるニューエンダムジムをリニューアルして、2002年8月に新たなチャクリキジムとして開設された。
指導は立ち技がトム・ハーリックと息子のトミー・ハーリックらが、総合格闘技とレスリングはクリス・ドールマンが中心となっており、ブランコ・シカティックもクロアチアからオランダ本部にしばしば指導しに来ていた。激しいスパーリングと精神力の強化を重視した指導を行っていることで知られている。
非行など問題を抱えた青年たちにキックボクシングを通じて更生、社会復帰に向けた支援活動も行っている。

## 支部
チャクリキジム出身のブランコ・シカティックが母国クロアチアに「チャクリキ・タイガージム」を設立したほか、ブラジルにも支部を創設。イタリア・ペルージャのドージョー・ブルドックカラムとは提携関係を結んでいる。
2004年10月1日、日本支部のドージョーチャクリキ・ジャパンが東京都江東区塩浜に設立され、ノブ・ハヤシが館長に就いた。他に、大阪支部のドージョーチャクリキ・ジャパン康心舘や、茨城県古河市にドージョーチャクリキ・ジャパン古河等が設立されている。

## 元所属選手
- ピーター・アーツ
- ブランコ・シカティック - クロアチアにチャクリキ・タイガージムを設立して独立。
- バダ・ハリ
- メルヴィン・マヌーフ
- ミルコ・クロコップ - チャクリキ・タイガージム出身。
- ジェロム・レ・バンナ
- ロイド・ヴァン・ダム
- ヘスディ・カラケス
- ヤン・ロムルダー
- レネ・ローゼ
- リー・ハスデル
- アンダーソン・ブラドック・シルバ
- アミール・ゼヤダ
- セルゲイ・ラシェンコ
- ペリー・ウベタ
- フランク・ムニョス
- メノー・ダイクストラ
- ノブ・ハヤシ - チャクリキ・ジャパン館長
- 天田ヒロミ - チャクリキのマネジメント
- 岡田敦子
- 日出ノ国太子郎
- 藤田智也
- 角谷正義
- 瀧川リョウ